# Les Dossiers de la Monnaie

La revue Les Dossiers de la monnaie fait suite à la revue Monnaies. Elle est lancée en 1993 par Bruno Collin (rédacteur en chef) et le mensuel français Numismatique & Change. C'est un trimestriel français de 52 pages en noir et blanc (pour l'essentiel). 18 numéros seront publiés. Le n° 15 est un numéro spécial consacré au franc dans un format plus réduit de 16 x 22 cm:  Le guide-argus du Franc , La cote des pièces émises de 1897 à nos jours (1998), s'ensuivront les 3 derniers numéros dans le format habituel.
Elle cessera de paraître en février 2000.